# Stenopelix
Stenopelix (übersetzt „enges Becken“) ist eine nur durch spärliche Funde bekannte Gattung von Vogelbeckensauriern (Ornithischia), möglicherweise aus der Gruppe der Pachycephalosauria oder Ceratopsia. Einzig bekannte Art ist S. valdensis (der Zuname bezeichnet die Formation, das Wealden). 
Von Stenopelix wurde bislang nur ein Exemplar, und von diesem nur Teile des Rumpfskelettes gefunden. Der Schädel, der zweifellos eine genaue Systematisierung ermöglichen würde, ist nicht bekannt. 
Stenopelix war mit rund 1,5 bis 2 m Länge relativ klein. In dem einzigen gefundenen Exemplar – das von einem fast vollständig ausgewachsenen Tier stammte – ist der erhaltene Teil der Wirbelsäule 97 cm lang und der Schwanz 55 cm, der Hals fehlte. Er lief biped auf den Hinterbeinen. Er wird häufig in Anlehnung an Psittacosaurier oder Pachycephalosaurier rekonstruiert.
Die fossilen Überreste von Stenopelix wurden 1855 bei Obernkirchen in Niedersachsen gefunden, bekannt durch seinen Bau-Sandstein. Die Fundstelle waren die Sandsteinbrüche des Harrl, einem westlichen Ausläufer der Bückeberge, in dem kurz zuvor schon Krokodilfossilien (und Schildkrötenpanzer) gefunden worden waren und später Dinosaurierfährten. 
1857 wurde Stenopelix vom Frankfurter Paläontologen Hermann von Meyer (1801–1869) erstbeschrieben.
Die Einordnung als Dinosaurier erfolgte durch Ernst Koken 1887. Seine Fossilien wird in die Unterkreide (spätes Berriasium) auf ein Alter von 142 bis 139 Millionen Jahre datiert. Damals waren dort Sümpfe eines großen Flussmündungsdeltas ins nördlich gelegene Unterkreidemeer, die auch Kohleablagerungen hinterließen.

## Systematik
Die systematische Einordnung von Stenopelix ist seit seiner Erstbeschreibung umstritten. 
Von Franz Baron von Nopcsa wurde er 1917 in einer eigenen Familie (Stenopelyxidae) eingeordnet und 1923 den Hypsilophodontidae (Gazellendinosauriern) zugeordnet. Alfred Romer ordnete sie 1946 in die Nähe der Psittacosaurier ein. 
Bei einer Neuuntersuchung des Skeletts durch Hermann Schmidt (Münster) in den 1960er-Jahren konnte Stenopelix eindeutig den Ornithischia zugeordnet werden, aufgrund der Entdeckung der Postpubis-Verlängerung des Schambeins, einem typischen Merkmal der Ornithischia. 
In den 1970er-Jahren stellten Teresa Maryanska und Halszka Osmolska Ähnlichkeiten des Stenopelix Skeletts mit durch polnische Expeditionen in der Mongolei neu gefundenen Pachycephalosauriern (Dickkopfschädeldinosaurier) fest. Beispiele für die Ähnlichkeiten waren nach diesen Autoren: im Bau des Beckens hatte das Schambein (Pubis) keinen Anteil an der Hüftgelenkspfanne (Acetabulum) (was aber von Sues und Galton widerlegt wurde) und die starken kaudalen Rippen (die Sues und Galton dann als Sakralrippen identifizierten). 
Die Pachycephalosaurier sind aber bis auf Yaverlandia aus der Unterkreide (rund 125 Millionen Jahre) der Isle of Wight, nur aus der Oberkreide Ostasiens und Nordamerikas bekannt. Peter Galton (der Erstbeschreiber von Yaverlandia) ordnete 1976 deshalb Yaverlandia und Stenopelix in dieselbe Gattung ein. 
Nach einer Neuuntersuchung der Fossilien mit Hans-Dieter Sues 1982 sahen beide in Stenopelix dagegen einen der bisher ältesten bekannten Vorfahren der Ceratopsier. Wegen seiner Größe ist er unter diesen am ehesten mit den Psittacosauriern vergleichbar. Im Gegensatz zu den Psittacosauridae (und Protoceratopsidae) war der Oberschenkel (Femur) von Stenopelix länger als das Schienbein (Tibia), das Becken war aber ähnlich: kurzer Fortsatz am Präpubis, hinterer Fortsatz am Pubis kurz, fehlender Processus obturator (das sonst als ein Schlüsselmerkmal der Ornithischia gilt). Möglicherweise lässt er sich auch in die Nähe gemeinsamer Vorfahren der Pachycephalosaurier und Ceratopsier einordnen, die beide heute als verwandt angesehen und zu den Marginocephalia zusammengefasst werden. 
Andere Wissenschaftler wie Robert Sullivan halten die Funde für zu spärlich für eine systematische Zuordnung und führen ihn als „Ornithischia incertae sedis“.
Das Exemplar befand sich in der Sammlung von Max Ballerstedt (1857–1945), dem Nestor der Dinosaurier-Fährtenforschung in den Bückebergen, im Gymnasium Adolfinum Bückeburg und kam in den 1970er-Jahren an das Geologisch-Paläontologische Institut der Universität Göttingen, wo 2008 im Geologischen Museum auch eine Nachbildung aufgestellt wurde.